# Louisiadvisslare
Louisiadvisslare (Pachycephala collaris) är en fågel i familjen visslare inom ordningen tättingar.

## Utseende och läte
Louisiadvisslare är en medelstor tätting. Den har olivgrön rygg, gul buk och vit strupe. Hanen har en gul fläck på huvudets baksida, svart huvud och ett svart eller rostfärgat bröstband. Honan har brunt huvud. Sången är en medelljus traslik sång med några typiska visslarlika "chew!" och "whip!".

## Utbredning och systematik
Louisiadvisslare delas upp i tre underarter med följande utbredning:
- P. c. collaris – förekommer i Louisiaderna
- P. c. misimae – förekommer på ön Misima i Louisiaderna
- P. c. rosseliana – förekommer ön Rossel i Louisiaderna

Underarten misimae inkluderas ofta i nominatformen. Tidigare betraktades louisiadvisslaren som en del av guldvisslare (P. pectoralis) och vissa gör det fortfarande. 

## Status
Internationella naturvårdsunionen IUCN erkänner inte louisiadvisslaren som art, varför dess hotstatus inte formellt bedömts.